# Lufthansa Technik

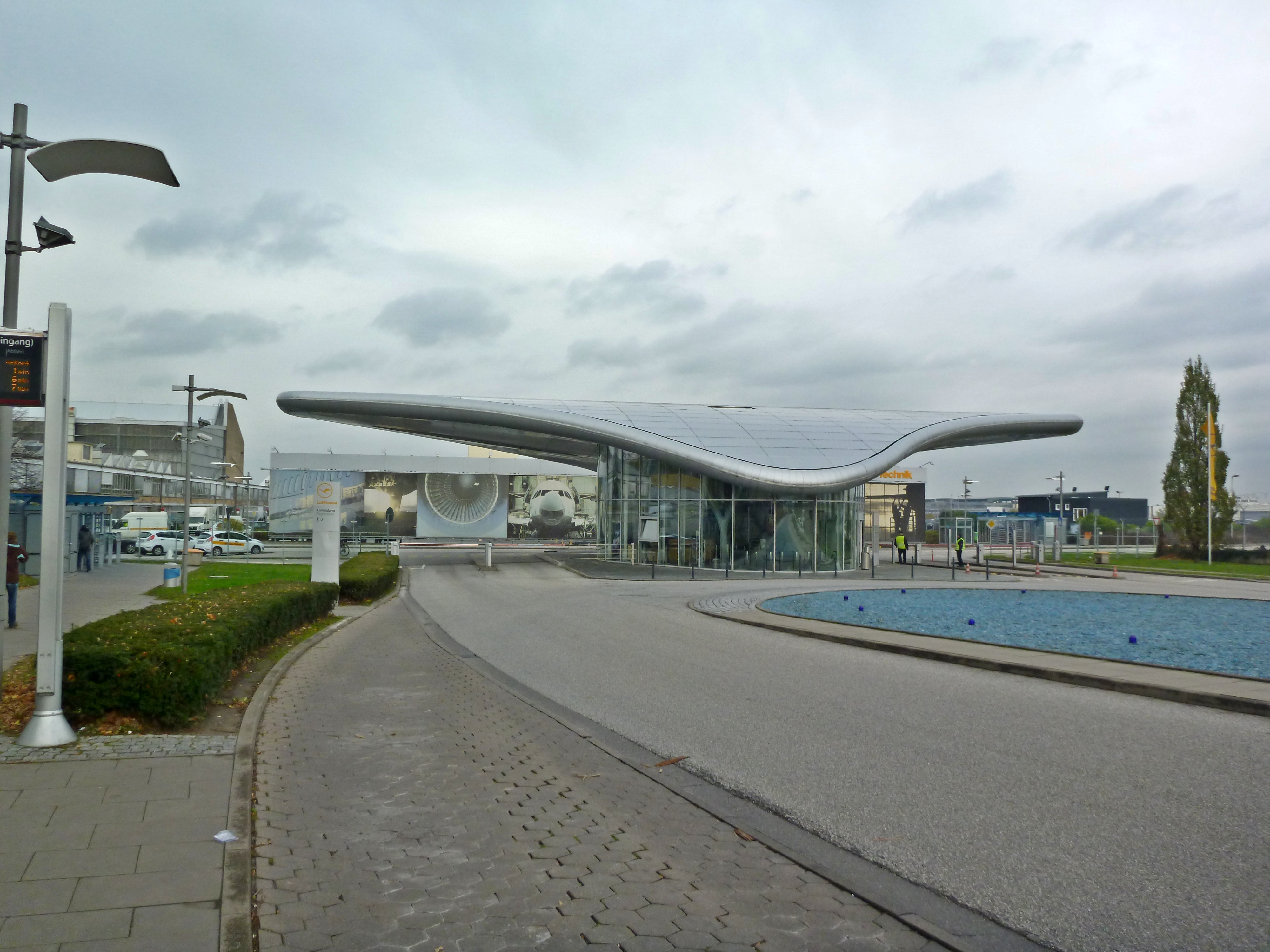
Cổng chính vào Lufthansa Technik ở Hamburg

Lufthansa Technik AG (Lufthansa Kỹ thuật, thường được gọi tắt là "LHT") cung cấp dịch vụ bảo trì, sửa chữa và đại tu (MRO) cho máy bay, động cơ và các bộ phận. Nhóm Lufthansa Technik bao gồm 32 công ty với hơn 25.500 nhân viên. Nó là một công ty con của Tập đoàn Lufthansa.
Cơ sở chính Lufthansa Technik ở tại phi trường Hamburg. Các chi nhánh Đức quan trọng khác có tại sân bay Frankfurt và sân bay München. Có một cơ sở ở nước ngoài tại sân bay Aguadilla ở Puerto Rico. Các cơ sở nhỏ hơn ở Đức có ở sân bay Berlin Tegel (Line Maintenance) và Berlin Schoenefeld (C-kiểm tra).
Lufthansa Technik còn có 12 cơ sở tại châu Âu và 9 bên ngoài châu Âu. Một số trong số đó là: Lufthansa Technik Shannon ở Ireland, Lufthansa Technik Malta, Lufthansa Technik Budapest, Lufthansa Technik Milan, Lufthansa Technik Dịch vụ Ấn Độ, Lufthansa Technik Philippines, Lufthansa Technik Brussels và Lufthansa Technik Sofia tại sân bay Sofia (D-kiểm tra).
Sản phẩm quan trọng nhất của Lufthansa Technik cho bảo trì, sửa chữa lớn máy bay là Tổng Hỗ trợ kỹ thuật TTS. Sản phẩm này tích hợp tất cả các dịch vụ Lufthansa Technik.